# Гарднер, Говард
Говард Гарднер (англ. Howard Gardner, род. 11 июля 1943, Скрантон, Пенсильвания, США) — американский психолог, известный как автор понятия множественный интеллект, специалист в области клинической психологии и нейропсихологии.

## Биография
Родители Гарднера переехали в США из нацистской Германии (1938), спасаясь от преследований вместе с волной третьей еврейской эмиграции.
В 1961 году Говард поступил в Гарвардский Университет, намереваясь изучать историю. Однако, под влиянием Эрика Эриксона он заинтересовался психологией и другими смежными дисциплинами. После знакомства с Джеромом Брунером (Jerome Bruner) и работами Пиаже Гарднер ещё раз поменял специализацию. В 1971 году он защитил докторскую диссертацию по теме детской сенсорики. Совместно с Нельсоном Гудманом разработал т. н. Проект Зеро.

## Научные труды
- Gardner H. "A Blessing of Influences" in Howard Gardner Under Fire (англ.) / Schaler, Jeffrey A.. — Illinois: Open Court, 2006. — ISBN 978-0-8126-9604-2.
- Gardner H. To Open Minds: Chinese Clues to the Dilemma of American Education (англ.). — New York: Basic Books, 1989. — ISBN 978-0-465-08629-0.
- Gardner H., Vecchi V., Rinaldi C., Cagliari P. Making learning visible (неопр.). — Italy: Reggio Children, 2011. — ISBN 978-88-87960-67-9.
- Gardner H. Truth, beauty, and goodness reframed: Educating for the virtues in the 21st century (англ.). — New York: Basic Books, 2011.
- Gardner H., Davis K. The App Generation: How Today's Youth Navigate Identity, Intimacy, and Imagination in a Digital World (англ.). — Yale University Press, 2013. — ISBN 9780300196214.
- Gardner H. Mind, Work, and Life: A Festschrift on the Occasion of Howard Gardner's 70th Birthday (англ.). — Create Space, 2014. — ISBN 978-1499381702.

### Переводы на русский язык
- Говард Гарднер. Структура разума: теория множественного интеллекта = Frames of Mind. The Theory of Multiple Intelligence. — М.: «Вильямс», 2007. — 512 с. — ISBN 978-5-8459-1153-7.